# Solenopsis goeldii
Solenopsis goeldii é uma espécie de formiga do gênero Solenopsis, pertencente à subfamília Myrmicinae.